# Mirinda
Mirinda es una bebida carbonatada de sabores frutales propiedad de PepsiCo, registrada por primera vez en 1957 por la compañía en España. Tiene distintos sabores frutales como: limón, naranja, pomelo, manzana, fresa, piña, banana, guaraná o uva. Posteriormente Mirinda empezó a utilizarse en otros países como marca de bebidas, por ejemplo en Alemania desde los años setenta, y actualmente está disponible como una de las bebidas de la marca PepsiCo en muchos países de América Latina, Oriente Medio, Europa Oriental y del Sudeste Asiático. Sin embargo, dejó de comercializarse en España en los años noventa tras la adquisición de Kas. La compañía decidió apostar por la marca con más implantación en el mercado.
Pepsico o Pepsi-Cola, solicitó registrar su marca en España en 1956 en el boletín de la Oficina Española de Patentes y Marcas. Un año después, solicitó el registro de la marca y el logotipo de Mirinda por primera vez: una gran M mayúscula verde con la palabra «Mirinda» sobreimpresionada en blanco, con las patentes 316.448 y 316.449. En 1959, solicitó registrar también su nombre como marca comercial.
Compite con las bebidas equivalentes de Fanta, de The Coca-Cola Company y con Crush, de Dr. Pepper Snapple Group. En el idioma esperanto su nombre significa «maravilloso, sorprendente o admirable».

## En la ficción
- Mirindas asesinas fue el primer corto del director de cine español Álex de la Iglesia. Aparece también el logo de Mirinda en la parte exterior de la nave de la serie Plutón BRB Nero, también de Álex de la Iglesia.
- En la película Y si no, nos enfadamos (con Bud Spencer y Terence Hill), aparece el logotipo de Mirinda en un bar.
- En la serie Cuéntame cómo pasó, en el capítulo 177 perteneciente a la 10.ª temporada aparece en un reparto en el bar de Miguel. También en el capítulo 223, en el bar Fly de Carlitos. Capítulo 259, Josete lleva una camisa naranja con el logo de Mirinda.
- En la película de 2014, Mortadelo y Filemón contra Jimmy el Cachondo, Tronchamulas lleva una camiseta de color amarillo con el logo de Mirinda.
- En la serie de la plataforma Netflix, Cobra Kai, en los capítulos 1 y 2 de la temporada 5, se observa en algunos pasajes ambientados en México, un cartel publicitario con el logotipo original de Mirinda, la "M" verde.
- En la película de 2022, Voy a pasármelo bien, ambientada en la época de 1989 en Valladolid, salen: una furgoneta con logotipo de Mirinda, una caja con botellas de Mirinda, un repartidor de Mirinda y 3 niños que roban 3 botellas de Mirinda tras salir corriendo de Galerías Preciados.

## Los sabores de Mirinda en el mundo

### Alemania

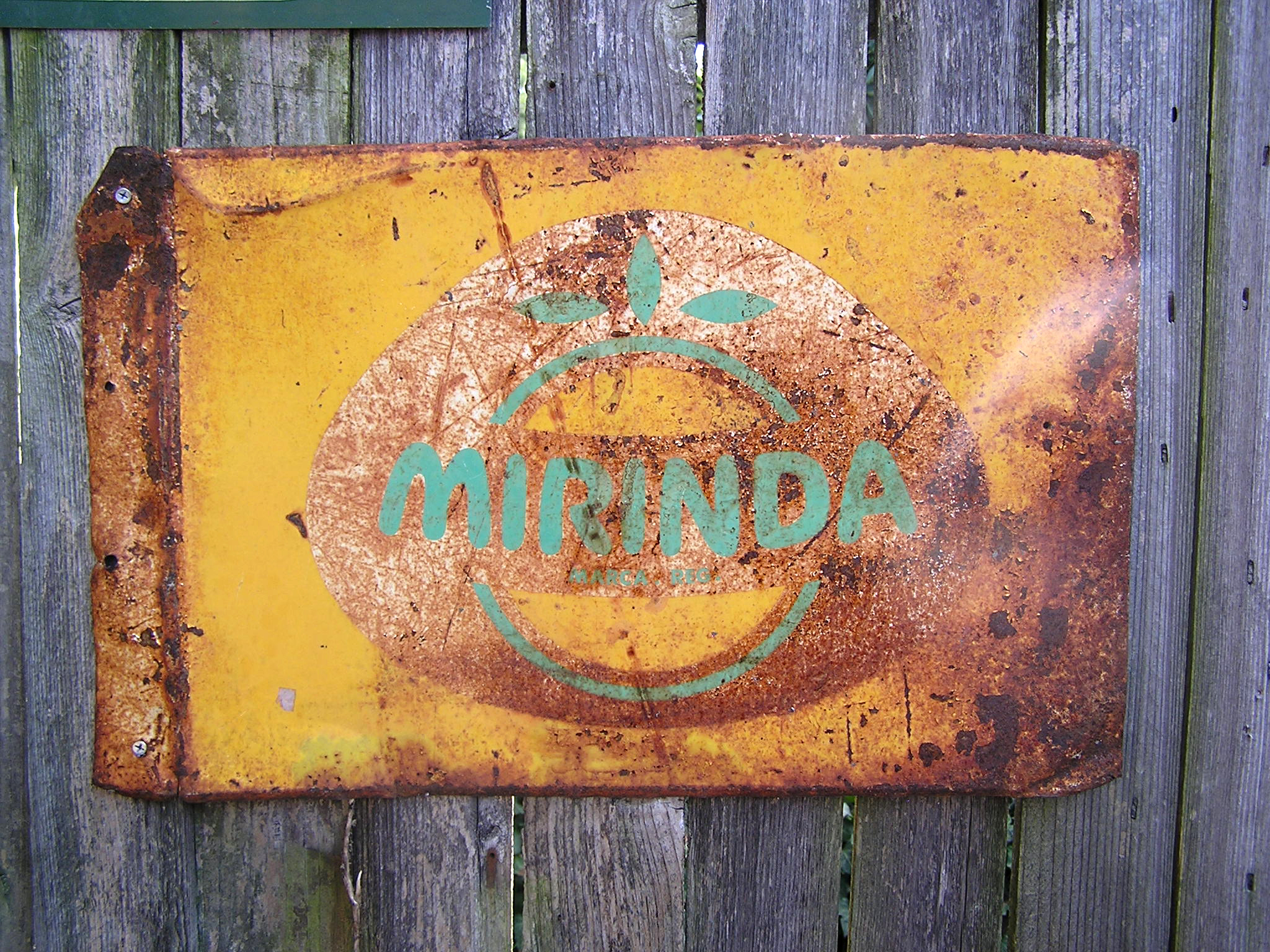
Placa publicitaria de Mirinda.

- Naranja

### Arabia Saudita, Baréin, Kuwait, Emiratos Árabes Unidos, Omán, Catar y otros países árabes
- Orange (naranja)
- Citrus (cítrico)
- Strawberry (fresa)

### Argelia
- Naranja
- Fraise (fresa)
- Manzana
- Limón
- Cassice

### Argentina
- Naranja
- Uva (retirada)
- Manzana (únicamente en las Provincias de Tucumán, Salta y Entre Ríos)
- Frutilla (fresa, retirada)
- Durazno (retirada)
- Naranja Mandarina
- Pomelo

### Bolivia
Comercializada como «Oriental Mirinda» por Cervecería Boliviana Nacional.
- Papaya
- Naranja
- Pomelo

### Bielorrusia
- Naranja

### Chile
Mirinda estuvo en producción en la época en que la licencia para producir productos de Pepsico estuvo en manos de Baesa (Buenos Aires Embotelladora S.A.) desde 1991 hasta 1994, año en que la Compañía de Cervecerías Unidas tomó el control de la empresa. Actualmente no está a la venta en Chile como producto directo para el consumidor debido a que la CCU produce la Crush, pero sigue produciéndose para venta en cines y comida rápida, ya que la venden en Cinépolis Chile y en las cadenas de comida rápida que están asociadas a CCU, como Burger King, Telepizza, Wendy's, KFC, entre otras.
- Mandarina
- Piña (ananá) (descontinuado)

### China
- Naranja
- Manzana verde

### Corea del Sur
- Naranja
- Uva
- Piña (ananá)

### Costa Rica
- Naranja
- Piña (ananá)

### El Salvador
- Naranja
- Uva
- Fresa
- Exótica (mezcla de sabores, retirada)
- KS (Kolashampan)

### Eslovaquia
- Naranja
- Pera

### España
Durante los años setenta se hizo famosa la chica Mirinda, una chica que anunciaba la bebida con una capa anaranjada a mitad de la cintura asociada a canciones famosas del momento. En 1974, PepsiCo financió una campaña publicitaria en televisión en la cual los personajes ficticios españoles Mortadelo y Filemón en versión animada, anunciaban la bebida, campaña que se extendió en la popular editorial de cómics Bruguera y se asoció a personajes de la editorial como Zipi y Zape o Carpanta.
Dejó de comercializarse casi completamente desde el año 1992, cuando PepsiCo adquirió la marca española Kas, especializada en bebidas de cítricos y con mayor implante en el país, por lo que dejó de comercializarse Mirinda a favor de Kas, aunque aún se vende en algunos puntos del país.
- Naranja
- Limón
- Mandarina
- Tónica
- Fresa (Canarias)

### Estados Unidos
- Strawberry (Fresa)

### Etiopía
- Naranja
- Tónica

### Filipinas
- Orange (naranja)
- Grape (uva)
- Lime (lima)
- Strawberry (fresa)
- Calamansi (calamondín o naranja china)
- Rootbeer (cerveza de raíz)

### Honduras
- Naranja
- Banana
- Uva
- Fresa (descontinuado)

### Irán
- Naranja

### Kazajistán
- Naranja

### Marruecos
- Naranja
- Limón
- Manzana

### Malta
- Naranja
- Lima

### México
- Naranja
- Naramango (naranja-mango) edición especial del verano (retirada)[12]
- Manzana (retirada)
- Narangótica (naranja-uva). Edición especial de la película Batman Begins (retirada)
- Fresa (retirada)

- Piña
- Mirinda Nara2ul. Edición especial 2009, retirada.
- Uva edición especial de la "WWE".
- Mandarina
- Toronja Década de los 80, retirada.
- Lima-Limón. Década de los 80, retirada.
- Agua Mineral
- Tuti Fruti
- Tamarindo

Nota: Algunos sabores están disponibles en otra marca de sabores de refresco afiliado a Pepsi que es Okey.

### Nicaragua
- Naranja
- Uva (descontinuada)

### Nigeria

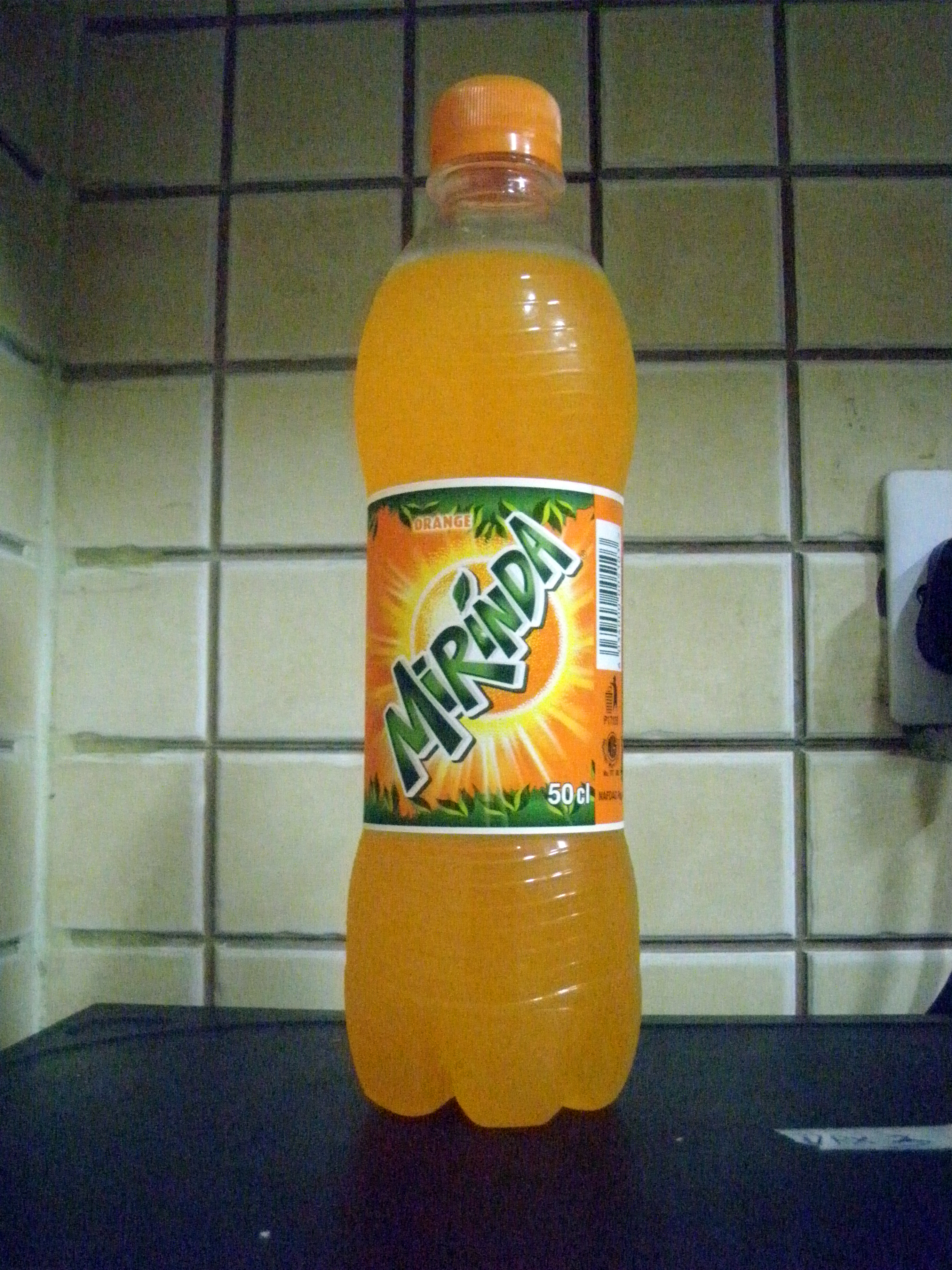
Una botella de Mirinda naranja de Nigeria.

- Naranja

### Pakistán
- Naranja

### Panamá
- Fresa (Retirada)
- Manzana (Retirada)

### Paraguay
En Paraguay, Mirinda volvió al mercado a mediados de 2011 después de casi quince años de ausencia (junto con Pepsi, 7UP, etc.). Actualmente, Mirinda cuenta con estos sabores:
- Naranja
- Guaraná
- Uva

### Perú
Mirinda se ofrece actualmente en el mercado peruano bajo la marca Concordia desde el 2004 y es elaborada por la filial local de la cervecería AmBev.
- Fresa
- Piña
- Naranja
- Guaraná
- Limonada (retirada)
- Manzana (retirada)
- Chicha morada (retirada)

### Rumanía
- Naranja
- Manzana+Kiwi
- Limón
- Uva

### Rusia
- Naranja
- Toronja
- Pera+Piña
- Fresa+Lichi

### Sri Lanka
- Naranja

### Sudán
- Orange (naranja)
- Blackcurrant (grosella)
- Strawberry (fresa)
- Apple (manzana)

### Tailandia

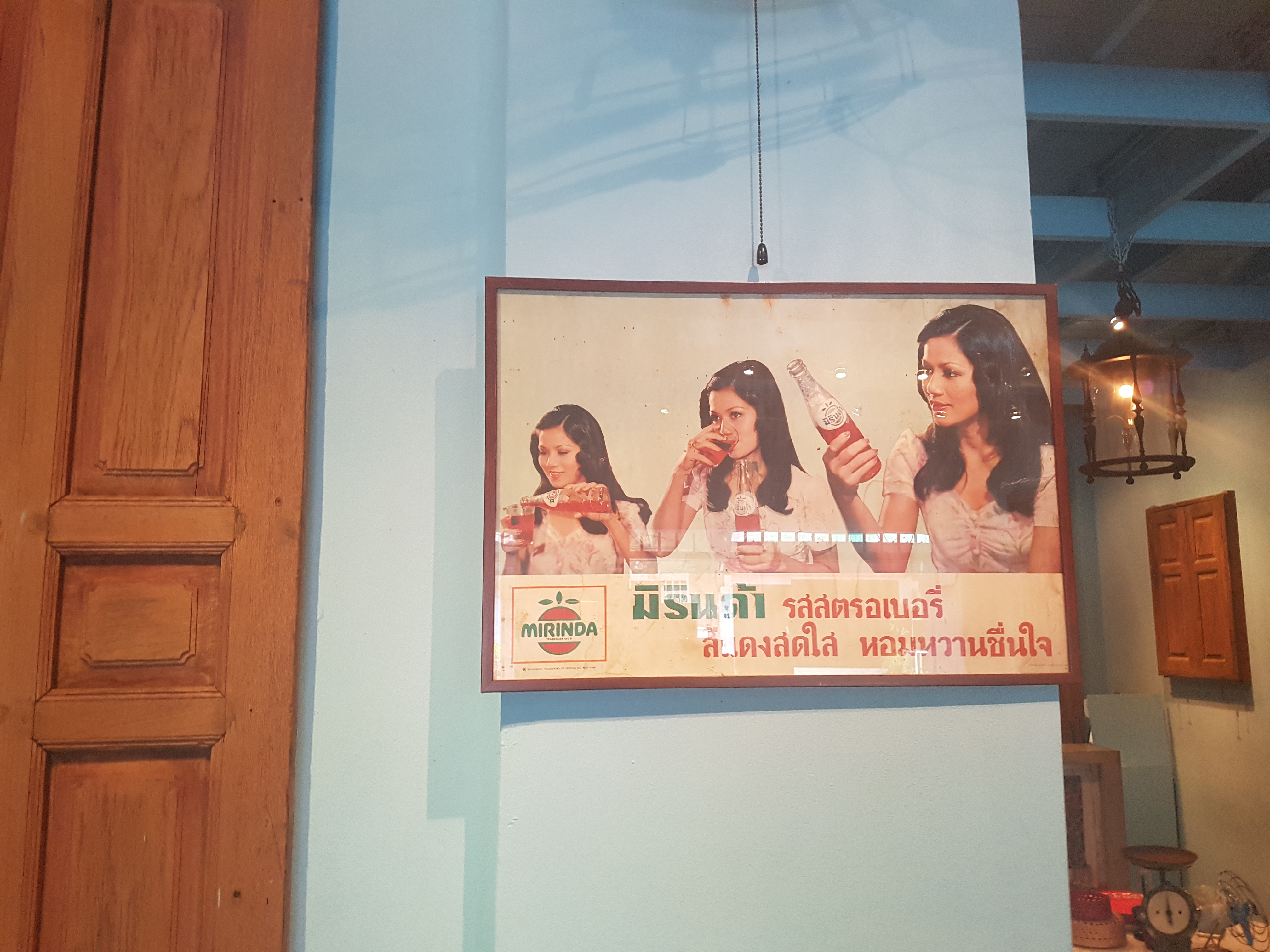
Anuncio de Mirinda en Tailandia.

- Orange (naranja)
- Grape (uva)
- Apple (manzana)
- Lemon (limón)
- Red soda (gaseosa roja)
- Green soda (gaseosa verde)

### Túnez
- Naranja

### Ucrania
- Naranja
- Piña
- Fresa+Lichi
- Manzana+Kiwi

### Uruguay
En Uruguay es comercializada a través de las Fábricas Nacionales de Cerveza. Actualmente el sabor naranja es el único en mercado nacional.
Supo contar en el mercado con sabores como: 
- Manzana (retirada)
- Pomelo (retirada)
- Agua mineralizada (agua carbonatada tipo mineral, retirada)
- Exótica (mezcla de sabores)